# そーたに
そーたに（1964年4月26日 - ）は、石川県加賀市出身のテレビ番組、バラエティ番組の放送作家。本名は摠谷 博志（そうたに ひろし）。

## 略歴
中央大学4年生の時、『天才・たけしの元気が出るテレビ!!』の「放送作家予備校」（第1期）に応募し、当選。テリー伊藤の弟子として、同時期の仲間である、田中直人、おちまさと、都築浩、村上卓史らとともに番組構成を行っている。

## 構成を担当した番組
※年代順
※太字は現在担当している番組
NHK教育・NHK総合
- からだであそぼ
- きよしとこの夜

日本テレビ系
- 天才・たけしの元気が出るテレビ!!
- ビートたけしのお笑いウルトラクイズ - 「そ〜たに」名義の回もある
- 鶴太郎のテレもんじゃ
- クイズ!!体にいいTV
- どちら様も!!笑ってヨロシク
- 1億人の大質問!?笑ってコラえて! - 「そ〜たに」「摠谷博志」名義の回もある
- 世界まる見え!テレビ特捜部
- マジカル頭脳パワー!! - 「摠谷博志」名義の回もある
- とんねるずの生でダラダラいかせて!!（おちまさと・都築浩らと共に途中降板）
- 電波少年シリーズ
- 雷波少年
- 投稿!特ホウ王国
- ウッチャンナンチャンのウリナリ!!
- 特命リサーチ200X
- ヤミツキ
- モー。たいへんでした
- あんたにグラッツェ!（CTV制作）
- エンタの神様
- ダウンタウンのバラエティ50年史（特番）
- ドリームビジョン
- クイズ発見バラエティー イッテQ!
- 世界の果てまでイッテQ!
- オジサンズ11
- 有吉ゼミ
- マツコ会議

テレビ朝日系
- ウッチャンナンチャンの炎のチャレンジャーこれができたら100万円!!
- USO
- ナイナイナ
- ロンドンハーツ、金曜★ロンドンハーツ
- ぷらちなロンドンブーツ
- 人気者でいこう!
- 『ぷっ』すま
- パパパパパフィー
- 内村プロデュース
- 朝までたけし軍団
- 堂本剛の正直しんどい
- 愛のエプロン
- 虎の門
- アメトーク、アメトーーク!
- 爆笑問題&日本国民のセンセイ教えて下さい!
- 細木数子の緊急大予言
- ハジメちゃん～あなたの大人年齢は?～（放送は朝日放送のみ）
- キレイ（仮）
- さまぁ〜ず×さまぁ〜ず
- 女神のアンテナ
- 333 トリオさん
- マツコ&有吉の怒り新党
- 坂上忍の成長マン!!
- クイズ ビンゴ★ライン
- くりぃむクイズ ミラクル9
- 志村&所の戦うお正月
- 関ジャム 完全燃SHOW
- チェンジ3
- あいつ今何してる?
- マツコ&有吉 かりそめ天国
- ※注 芸人調べ
- テレビ千鳥
- 霜降りバラエティ
- ハライチ×マッチング
- ミュージックステーション

TBS系
- はじめ人間インパルス（特番、2004年12月の1回のみ）
- 爆裂!異種格闘技TV
- ザ・チーター
- 叱って!ブロンド先生
- 櫻井・有吉 THE夜会
- 教えてもらう前と後（毎日放送制作）

テレビ東京系
- 浅草橋ヤング洋品店
- 名門パープリン大学日本校
- IT'sアクセス
- ミニミニさまぁ〜ず
- 週刊AKB
- 乃木坂って、どこ?（テレビ愛知制作）
- 乃木坂工事中（テレビ愛知制作）

フジテレビ系
- 北野ファンクラブ（越智真人と共に途中降板。担当時、緊急討論会で演出・プロデューサーと共に顔出し出演）
- コムサ・DE・とんねるず
- 上海紅鯨団が行く
- レボリューション8
- デジタルチャットZ
- 奇跡の脱出!SOS
- ベリーベリーサタデー!（関西テレビ製作）
- これでいいのダ!日本列島あかるいニュース
- ayu ready?
- 世界絶叫グランプリ（特番）
- ザ・ベストハウス123
- まるまるちびまる子ちゃん
- 東京マスメディア会議
- 人志松本の○○な話
- ワイドナショー
- トーキングフルーツ
- BACK TO SCHOOL!

## 書籍
- 放送作家になろう!（佐竹大心とポトマックス・著、1998年、同文書院） - インタビュー収録
- 「天才・たけしの元気が出るテレビ!!」10周年記念企画　たけしメモ（1995年、日本テレビ放送網） - 企画協力